# Sinarpetir
Sinarpetir is een bestuurslaag in het regentschap Tanggamus van de provincie Lampung, Indonesië. Sinarpetir telt 1806 inwoners (volkstelling 2010).